# Dance Again World Tour

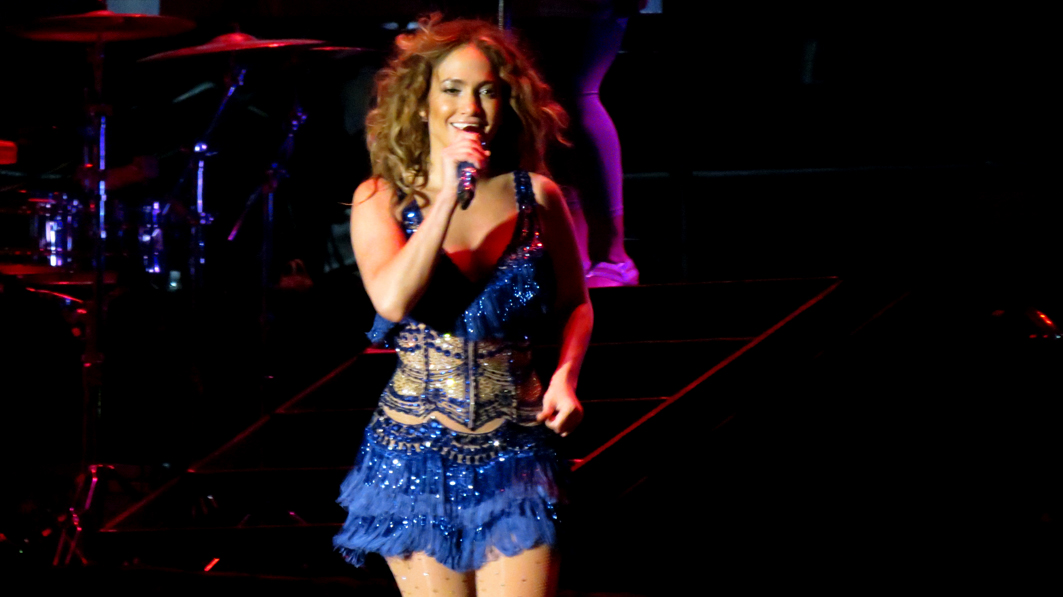

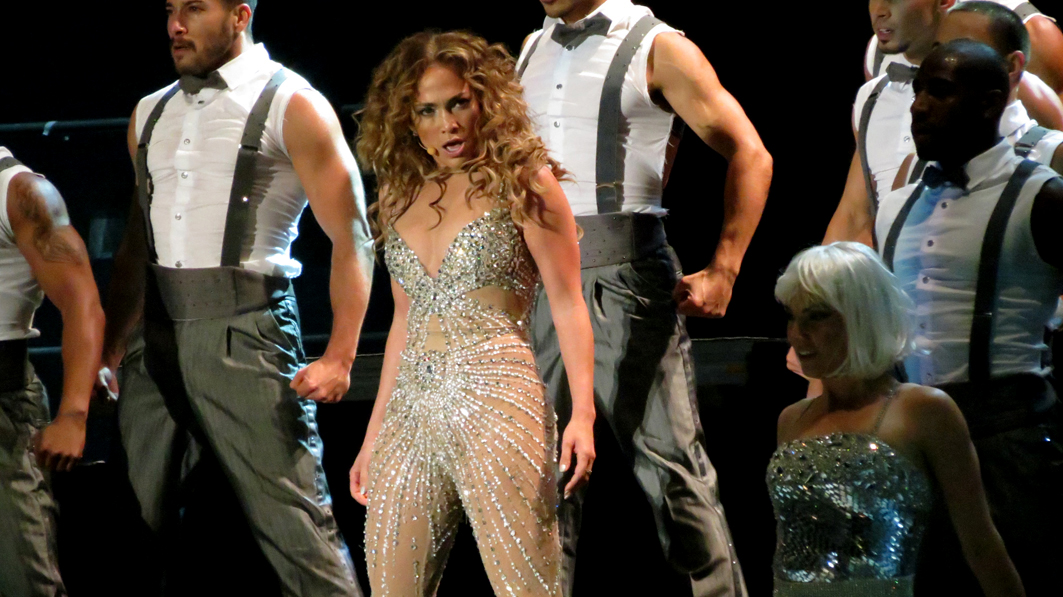

Dance Again World Tour – pierwsza światowa trasa koncertowa amerykańskiej piosenkarki popowej Jennifer Lopez, odbywająca się w 2012 roku i obejmująca kraje Ameryki Łacińskiej, Północnej, Azji, Europy i Australii. Wyłącznie w Stanach Zjednoczonych Lopez koncertuje wspólnie z hiszpańskim piosenkarzem Enrique Iglesiasem. Trasa, rozpoczęta 14 czerwca i planowana do zakończenia 18 grudnia, obejmuje występy w halach widowiskowych, na stadionach i w innych obiektach koncertowych. Jej celem jest promocja wydanej w lipcu 2012 składanki największych przebojów Lopez, Dance Again... the Hits, podczas gdy Iglesias kontynuuje trasę promującą jego album Euphoria z lipca 2010. Podczas solowych występów Jennifer wykonuje 17 piosenek, a podczas wspólnej trasy obie gwiazdy śpiewają po 13.

## Informacje ogólne
Plany pierwszej trasy koncertowej Jennifer Lopez pojawiły się w 2005 roku po wydaniu albumu Rebirth, jednak nie doszła ona do skutku. W końcu piosenkarka wyruszyła we wspólną trasę z mężem i gwiazdorem muzyki latynoskiej, Markiem Anthonym, jesienią 2007. Objęła ona dwadzieścia koncertów w czternastu miastach w Stanach Zjednoczonych i dwóch w Kanadzie. W maju 2011 piosenkarka ogłosiła plany wyruszenia w trasę promującą album Love?, wypowiadając się, że fani już długo na nią czekają. W marcu 2012 pojawiła się informacja o jej występach na dwóch popularnych festiwalach muzycznych w Brazylii, a miesiąc później artystka powiedziała w wywiadzie z Ryan Seacrestem, że latem wyruszy w północnoamerykańską trasę z Enrique Igleaiasem. Rok wcześniej miał on w podobny sposób koncertować z Britney Spears, a plany jego towarzyszenia jej podczas Femme Fatale Tour zostały nawet oficjalnie ogłoszone, jednak później potwierdzono jego wycofanie się z projektu. Później sukcesywnie ogłaszano daty solowych występów Lopez w Europie, Azji i Australii.
Jamie King, reżyser tras Madonny, Britney Spears, Christiny Aguilery, Spice Girls, Rihanny i innych gwiazd, podjął się reżyserii koncertów Lopez. Do pomocy mu piosenkarka zatrudniła swojego partnera Caspera Smarta. Zuhair Murad zajął się projektowaniem strojów dla gwiazdy. Organizatorem trasy została spółka AEG Live.

## Listy utworów
Ameryka Łacińska
1. „Never Gonna Give Up” (wstęp wideo)
2. „Get Right”
3. „Love Don’t Cost a Thing”
4. „I'm Into You”
5. „Waiting for Tonight”
6. „Louboutins” (interludium wideo)
7. „Goin' In”
8. medley: „I’m Real (Murder Remix)” / „All I Have” / „Feelin’ So Good” / „Ain’t It Funny (Murder Remix)”
9. „Jenny from the Block”
10. „Starting Over” / „I’m Glad” / „Secretly” (interludium wideo)
11. „If You Had My Love” (wersja akustyczna)
12. „Qué Hiciste”
13. „Until It Beats No More”
14. „Baby I Love U!” (interludium wideo)
15. „Do It Well”
16. „Whatever You Wanna Do”
17. „Hold It Don't Drop It”
18. (interludium wideo)
19. „Let’s Get Loud”
20. „Papi”
21. „On the Floor”
22. bis: „Dance Again”

Stany Zjednoczone i Kanada
Enrique Iglesias:
1. „Tonight (I'm Lovin' You)”
2. „I Like How It Feels”
3. „Dirty Dancer”
4. „Rhythm Divine”
5. „Bailamos”
6. „Ring My Bells”
7. „Don't You Forget”
8. „Stand by Me”
9. „Be with You”
10. „Escape"

bis:
1. „Hero”
2. „I Like It”
3. „Tonight (I'm Lovin' You)” (powtórka)

Jennifer Lopez:
1. „Get Right”
2. „Love Don’t Cost a Thing”
3. „I'm Into You”
4. „Waiting for Tonight”
5. „Louboutins” (interludium wideo)
6. „Goin' In” (tylko w Stanach)
7. medley: „I’m Real (Murder Remix)” / „All I Have” / „Ain’t It Funny (Murder Remix)”
8. „Jenny from the Block”
9. „Baby I Love U!” (interludium wideo)
10. „Hold It Don't Drop It”
11. „If You Had My Love”
12. „Until It Beats No More”
13. „Let’s Get Loud”
14. „Papi”
15. „On the Floor”
16. bis: „Dance Again"

## Lista koncertów
| – koncert w hali widowiskowej                   |
| – koncert stadionowy                            |
| – koncert w sali koncertowej lub konferencyjnej |
| – koncert w amfiteatrze                         |

| Data                                    | Data                      | Miasto         | Państwo                      | Obiekt                                      | Support                                                   | Sprzedane bilety       | Dochód (USD)    |        |
| --------------------------------------- | ------------------------- | -------------- | ---------------------------- | ------------------------------------------- | --------------------------------------------------------- | ---------------------- | --------------- | ------ |
| Ameryka Łacińska                        |                           |                |                              |                                             |                                                           |                        |                 |        |
|                                         | 14 czerwca 2012(dts)      | Panama         | Panama                       | Figali Convention Center                    | –                                                         | brak informacji        | brak informacji |        |
|                                         | 16 czerwca 2012(dts)      | Caracas        | Wenezuela                    | Estadio de Fútbol Universidad Simón Bolívar | –                                                         | 4 858 / 6 600 (74%)    | 1 748 020       | [ 9 ]  |
|                                         | 19 czerwca 2012(dts)      | Santiago       | Chile                        | Movistar Arena                              | –                                                         | brak informacji        | brak informacji |        |
|                                         | 21 czerwca 2012(dts)      | Buenos Aires   | Argentyna                    | Sede Jorge Newbery                          | –                                                         | brak informacji        | brak informacji |        |
|                                         | 23 czerwca 2012(dts)[1]   | São Paulo      | Brazylia                     | Arena Anhembi                               | Kelly Clarkson, Cobra Starship, Michel Teló, Paris Hilton | brak informacji        | brak informacji |        |
|                                         | 27 czerwca 2012(dts)[1]   | Rio de Janeiro | Brazylia                     | HSBC Arena                                  | Corba Starship, Banda Cine e Dj Memê                      | brak informacji        | brak informacji |        |
|                                         | 30 czerwca 2012(dts)[2]   | Fortaleza      | Brazylia                     | Centro de Eventos do Ceará                  | Ivete Sangalo, Dexter, Arsenic                            | 13 266 / 15 000 (88%)  | 1 178 300       | [ 10 ] |
|                                         | 1 lipca 2012(dts)[2]      | Recife         | Brazylia                     | Figali Convention Center                    | Ivete Sangalo, Dexter, Arsenic                            | 7 086 / 10 000 (71%)   | 529 472         | [ 10 ] |
| Ameryka Północna (z Enrique Iglesiasem) |                           |                |                              |                                             |                                                           |                        |                 |        |
|                                         | 14 lipca 2012(dts)        | Montreal       | Kanada                       | Bell Centre                                 | DJ Toddy Flores                                           | 26 912 / 26 912 (100%) | 2 324 561       | [ 11 ] |
|                                         | 15 lipca 2012(dts)        | Montreal       | Kanada                       | Bell Centre                                 | DJ Toddy Flores                                           | 26 912 / 26 912 (100%) | 2 324 561       | [ 11 ] |
|                                         | 17 lipca 2012(dts)        | Toronto        | Kanada                       | Air Canada Centre                           | DJ Toddy Flores                                           | 27 413 / 27 413 (100%) | 2 412 155       | [ 11 ] |
|                                         | 18 lipca 2012(dts)        | Toronto        | Kanada                       | Air Canada Centre                           | DJ Toddy Flores                                           | 27 413 / 27 413 (100%) | 2 412 155       | [ 11 ] |
|                                         | 20 lipca 2012(dts)        | Newark         | Stany Zjednoczone            | Prudential Center                           | Frankie J                                                 | 21 147 / 21 147 (100%) | 1 325 295       | [ 11 ] |
|                                         | 21 lipca 2012(dts)        | Newark         | Stany Zjednoczone            | Prudential Center                           | Frankie J                                                 | 21 147 / 21 147 (100%) | 1 325 295       | [ 11 ] |
|                                         | 25 lipca 2012(dts)        | Boston         | Stany Zjednoczone            | TD Garden                                   | Frankie J                                                 | 10 416 / 10 416 (100%) | 794 276         | [ 11 ] |
|                                         | 26 lipca 2012(dts)        | Uncasville     | Stany Zjednoczone            | Mohegan Sun Arena                           | –                                                         | 7 169 / 7 169 (100%)   | 444 732         | [ 11 ] |
|                                         | 28 lipca 2012(dts)        | Waszyngton     | Stany Zjednoczone            | Verizon Center                              | Frankie J                                                 | 11 555 / 11 555 (100%) | 983 007         | [ 11 ] |
|                                         | 29 lipca 2012(dts)        | Atlantic City  | Stany Zjednoczone            | Boardwalk Hall                              | Frankie J                                                 | 11 220 / 11 220 (100%) | 760 973         | [ 11 ] |
|                                         | 1 sierpnia 2012(dts)      | Minneapolis    | Stany Zjednoczone            | Target Center                               | Frankie J                                                 | 6 458 / 6 458 (100%)   | 478 405         | [ 11 ] |
|                                         | 3 sierpnia 2012(dts)      | Chicago        | Stany Zjednoczone            | United Center                               | Frankie J                                                 | 12 403 / 12 403 (100%) | 1 079 842       | [ 11 ] |
|                                         | 4 sierpnia 2012(dts)      | Kansas City    | Stany Zjednoczone            | Sprint Center                               | Frankie J                                                 | 7 177 / 7 177 (100%)   | 360 355         | [ 11 ] |
|                                         | 8 sierpnia 2012(dts)      | San Jose       | Stany Zjednoczone            | HP Pavilion                                 | Frankie J, Starshell                                      | 11 590 / 11 590 (100%) | 927 022         | [ 11 ] |
|                                         | 11 sierpnia 2012(dts)     | Anaheim        | Stany Zjednoczone            | Honda Center                                | Frankie J, Starshell                                      | 11 021 / 11 021 (100%) | 904 553         | [ 11 ] |
|                                         | 16 sierpnia 2012(dts)     | Los Angeles    | Stany Zjednoczone            | Staples Center                              | Frankie J                                                 | 26 356 / 26 356 (100%) | 2 016 192       | [ 12 ] |
|                                         | 17 sierpnia 2012(dts)     | Los Angeles    | Stany Zjednoczone            | Staples Center                              | Frankie J                                                 | 26 356 / 26 356 (100%) | 2 016 192       | [ 12 ] |
|                                         | 18 sierpnia 2012(dts)     | Paradise       | Stany Zjednoczone            | Mandalay Bay Events Center                  | Frankie J                                                 | 8 066 / 8 066 (100%)   | 1 223 438       | [ 12 ] |
|                                         | 23 sierpnia 2012(dts)     | San Antonio    | Stany Zjednoczone            | AT&T Center                                 | Frankie J                                                 | 12 149 / 12 149 (100%) | 881 913         | [ 12 ] |
|                                         | 25 sierpnia 2012(dts)     | Dallas         | Stany Zjednoczone            | American Airlines Center                    | Frankie J                                                 | 10 977 / 10 977 (100%) | 912 710         | [ 12 ] |
|                                         | 26 sierpnia 2012(dts)     | Houston        | Stany Zjednoczone            | Toyota Center                               | Frankie J                                                 | 10 510 / 10 510 (100%) | 865 460         | [ 12 ] |
|                                         | 29 sierpnia 2012(dts)     | Atlanta        | Stany Zjednoczone            | Philips Arena                               | Frankie J, Starshell                                      | 9 202 / 10 225 (90%)   | 516 543         | [ 12 ] |
|                                         | 31 sierpnia 2012(dts)     | Miami          | Stany Zjednoczone            | American Airlines Arena                     | Frankie J, Starshell                                      | 23 906 / 23 906 (100%) | 1 985 396       | [ 12 ] |
|                                         | 1 września 2012(dts)      | Miami          | Stany Zjednoczone            | American Airlines Arena                     | Frankie J, Starshell                                      | 23 906 / 23 906 (100%) | 1 985 396       | [ 12 ] |
| Eurazja                                 |                           |                |                              |                                             |                                                           |                        |                 |        |
|                                         | 23 września 2012(dts)     | Baku           | Azerbejdżan                  | Crystal Hall Arena                          |                                                           |                        |                 |        |
|                                         | 25 września 2012(dts)     | Mińsk          | Białoruś                     | Minsk Arena                                 |                                                           |                        |                 |        |
|                                         | 27 września 2012(dts)     | Gdańsk         | Polska                       | PGE Arena                                   |                                                           |                        |                 |        |
|                                         | 5 października 2012(dts)  | Lizbona        | Portugalia                   | Pavilhão Atlântico                          |                                                           |                        |                 |        |
|                                         | 7 października 2012(dts)  | Madryt         | Hiszpania                    | Palacio de Deportes                         |                                                           |                        |                 |        |
|                                         | 10 października 2012(dts) | Zurych         | Szwajcaria                   | Hallenstadion                               |                                                           |                        |                 |        |
|                                         | 11 października 2012(dts) | Bolonia        | Włochy                       | Unipol Arena                                |                                                           |                        |                 |        |
|                                         | 13 października 2012(dts) | Berlin         | Niemcy                       | O2 World                                    |                                                           |                        |                 |        |
|                                         | 14 października 2012(dts) | Antwerpia      | Belgia                       | Sportpaleis                                 |                                                           |                        |                 |        |
|                                         | 16 października 2012(dts) | Paryż          | Francja                      | Palais Omnisports de Paris-Bercy            |                                                           |                        |                 |        |
|                                         | 17 października 2012(dts) | Amnéville      | Francja                      | Galaxie Amnéville                           |                                                           |                        |                 |        |
|                                         | 19 października 2012(dts) | Dublin         | Irlandia                     | The O2                                      |                                                           |                        |                 |        |
|                                         | 22 października 2012(dts) | Londyn         | Wielka Brytania              | O2 Arena                                    |                                                           |                        |                 |        |
|                                         | 23 października 2012(dts) | Manchester     | Wielka Brytania              | Manchester Evening News Arena               |                                                           |                        |                 |        |
|                                         | 25 października 2012(dts) | Monachium      | Niemcy                       | Olympiahalle                                |                                                           |                        |                 |        |
|                                         | 26 października 2012(dts) | Praga          | Czechy                       | O2 Arena                                    |                                                           |                        |                 |        |
|                                         | 28 października 2012(dts) | Hamburg        | Niemcy                       | O2 World                                    |                                                           |                        |                 |        |
|                                         | 29 października 2012(dts) | Rotterdam      | Holandia                     | Ahoy Rotterdam                              |                                                           |                        |                 |        |
|                                         | 31 października 2012(dts) | Oberhausen     | Niemcy                       | König Pilsener Arena                        |                                                           |                        |                 |        |
|                                         | 3 listopada 2012(dts)     | Kopenhaga      | Dania                        | Forum Copenhagen                            |                                                           |                        |                 |        |
|                                         | 5 listopada 2012(dts)     | Sztokholm      | Szwecja                      | Ericsson Globe                              |                                                           |                        |                 |        |
|                                         | 7 listopada 2012(dts)     | Helsinki       | Finlandia                    | Hartwall Areena                             |                                                           |                        |                 |        |
|                                         | 8 listopada 2012(dts)     | Petersburg     | Rosja                        | Ice Palace                                  |                                                           |                        |                 |        |
|                                         | 10 listopada 2012(dts)    | Moskwa         | Rosja                        | Crocus City Hall                            |                                                           |                        |                 |        |
|                                         | 11 listopada 2012(dts)    | Moskwa         | Rosja                        | Crocus City Hall                            |                                                           |                        |                 |        |
|                                         | 13 listopada 2012(dts)    | Kijów          | Ukraina                      | Kiev Palace of Sports                       |                                                           |                        |                 |        |
|                                         | 14 listopada 2012(dts)    | Bukareszt      | Rumunia                      | Romexpo                                     |                                                           |                        |                 |        |
|                                         | 16 listopada 2012(dts)    | Stambuł        | Turcja                       | Ülker Sports Arena                          |                                                           |                        |                 |        |
|                                         | 17 listopada 2012(dts)    | Stambuł        | Turcja                       | Ülker Sports Arena                          |                                                           |                        |                 |        |
|                                         | 18 listopada 2012(dts)    | Sofia          | Bułgaria                     | Armeets Arena                               |                                                           |                        |                 |        |
|                                         | 20 listopada 2012(dts)    | Belgrad        | Serbia                       | Arena Belgrade                              |                                                           |                        |                 |        |
|                                         | 22 listopada 2012(dts)    | Dubaj          | Zjednoczone Emiraty Arabskie | Dubai Media City Amphitheatre               |                                                           |                        |                 |        |
|                                         | 28 listopada 2012(dts)    | Hongkong       | Chiny                        | AsiaWorld-Arena                             |                                                           |                        |                 |        |
| Australia                               |                           |                |                              |                                             |                                                           |                        |                 |        |
|                                         | 6 grudnia 2012(dts)       | Perth          | Australia                    | Perth Arena                                 |                                                           |                        |                 |        |
|                                         | 9 grudnia 2012(dts)       | Adelajda       | Australia                    | Adelaide Entertainment Centre               |                                                           |                        |                 |        |
|                                         | 11 grudnia 2012(dts)      | Melbourne      | Australia                    | Rod Laver Arena                             |                                                           |                        |                 |        |
|                                         | 14 grudnia 2012(dts)      | Sydney         | Australia                    | Allphones Arena                             |                                                           |                        |                 |        |
|                                         | 18 grudnia 2012(dts)      | Brisbane       | Australia                    | Brisbane Entertainment Centre               |                                                           |                        |                 |        |

- 1^ Festiwal Pop Music Festival.
- 2^ Festiwal Arte Music Festival.